# HD 169830
HD 169830 ist ein etwa 120 Lichtjahre entfernter Hauptreihenstern der Spektralklasse F8 im Sternbild Schütze. Seine Masse liegt bei etwa 1,4 Sonnenmassen. Der Stern wird von zwei spektroskopischen Begleitern umrundet, die als HD 169830 b und HD 169830 c bezeichnet werden und bei denen es sich um Exoplaneten handeln könnte. Die Entdeckung des ersten Begleiters wurde im Jahr 2001 veröffentlicht, diejenige des zweiten folgte drei Jahre später.

## Begleiter
Der innere Begleiter, HD 169830 b, umkreist den Zentralstern mit einer Periode von rund 226 Tagen und weist eine Mindestmasse von etwa 2,9 Jupitermassen auf. Der äußere Begleiter, HD 169830 c, hat eine Periode von etwas mehr als 2000 Tagen und eine Mindestmasse von ca. 4 Jupitermassen.